# Genoa (Ohio)
Pour les articles homonymes, voir Genoa.
Genoa est un village américain situé dans le comté d'Ottawa, dans l'Ohio. Selon le recensement de 2010, sa population est de 2 336 habitants.